# Соломон Перель
Соломон Перель (також відомий як Шломо Перель або Селлі Перель; 21 квітня 1925, Пайне, Нижня Саксонія, Німеччина — 2 лютого 2023, Тель-Авів-Яфо, Ізраїль) — німецький єврей, що жив у радянському дитячому будинку, брав участь як німецько-російський перекладач німецької армії в допиті сина Сталіна, входив до складу молодіжної організації Гітлер'югенд. Після війни поїхав до Ізраїлю. Письменник, промовець, громадський діяч. Видозмінена історія його життя розказана в художньому фільмі 1990 року «Європа, Європа», заснованому на автобіографії Соломона Переля «Я був Соломоном з Гітлер'югенда» (нім. «Ich war Hitlerjunge Salomon»).

## Життєпис

### Ранній життєпис
Народився 21 квітня 1925 року в Пайні в німецькій Нижній Саксонії. Під час першої світової війни незадовго до Жовтневого перевороту його родина переїхала до Німеччини з окупованої німцями території Російської імперії. Батько — Азріель, мати — Ребекка, старші брати — Давид та Ісаак (нар. 1910), сестра — Берта. Сім'я переслідувалась, коли нацисти прийшли до влади. У 1935 році, після руйнування батьківського взуттєвого магазину нацистами, батько Соломона перевіз сім'ю до Лодзя в Польщі (свого рідного міста).
Через кілька місяців після нападу Німеччини на Польщу та анексії західнобілоруських земель до СРСР на тлі чуток про швидке створення Лодзинського гетто, на сімейній раді було вирішено, що Соломонові та його братові Ісакові треба прориватися до Радянського Союзу. При переправі через Західний Буг Соломону Перелю врятував життя радянський прикордонник, коли човен, у якому був Соломон, перекинувся і став тонути. У білоруському Гродно Перель потрапив у дитячий будинок, що знаходився під шефством танкового полку Червоної армії, тоді як його брат Ісаак поїхав до Вільнюса.

### Маскування
Першого ж дня після нападу Німеччини на СРСР Соломон разом із групою єврейських дітей залишив дитячий будинок і пішки вирушив на схід. У селі поряд з Мінськом був схоплений нацистами і під час сортування полонених сказав, що він фольксдойче (етнічні німці, які проживають за межами Німеччини), а трохи згодом вигадав собі нове ім'я — Йозеф Пер'єл (нім. Joseph Perjell). Оскільки він був народжений у Німеччині і говорив німецькою досконало, походження Соломона не викликало сумніву в німців. Офіцера ваффен-СС коменданта гітлер'югенда було визначено його законним опікуном. Соломон був прийнятий у військову частину як російсько-німецький перекладач. Перебуваючи під Смоленськом, він брав участь у допиті сина Йосипа Сталіна, Якова, офіцера Червоної Армії. Як обрізаний єврей, Перель постійно перебував під загрозою викриття німецькими солдатами, але тікати через лінію фронту не наважився.
Оскільки Соломон був неповнолітнім, його відправили до школи Гітлер'югенда в Брауншвейгу, де він успішно продовжував приховувати своє єврейське походження. На той час у нього була подруга на ім'я Льоні. Вона була гарячою прихильницею нацизму, тому, незважаючи на те, що Соломон кохав Льоні, він не наважився сказати їй про своє єврейське походження, побоюючись, що дівчина його видасть. Пізніше мати Льоні виявила, що Соломон єврей, але не розкрила його таємницю.
Ближче до завершення війни Соломон був захоплений підрозділом армії США, але був звільнений наступного дня. Після подорожі до свого рідного міста та подання десятків письмових запитів він нарешті знайшов свого брата Ісаака. Соломон дізнався, що його батько помер від голоду в Лодзинському гетто, матір убили в машині-душогубці, а сестру застрелили під час маршу смерті.

### Після війни

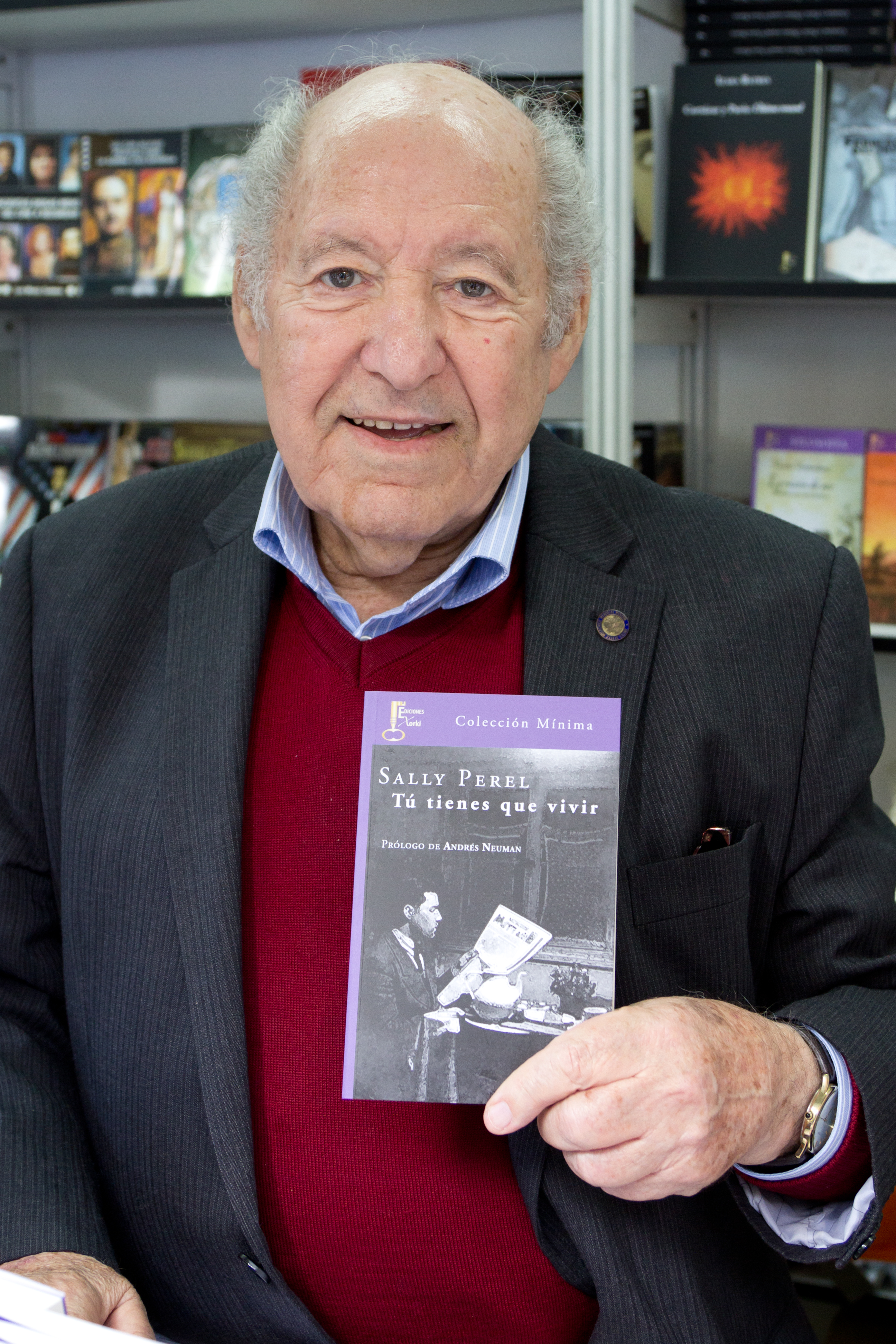
Соломон Перель у 2014 році

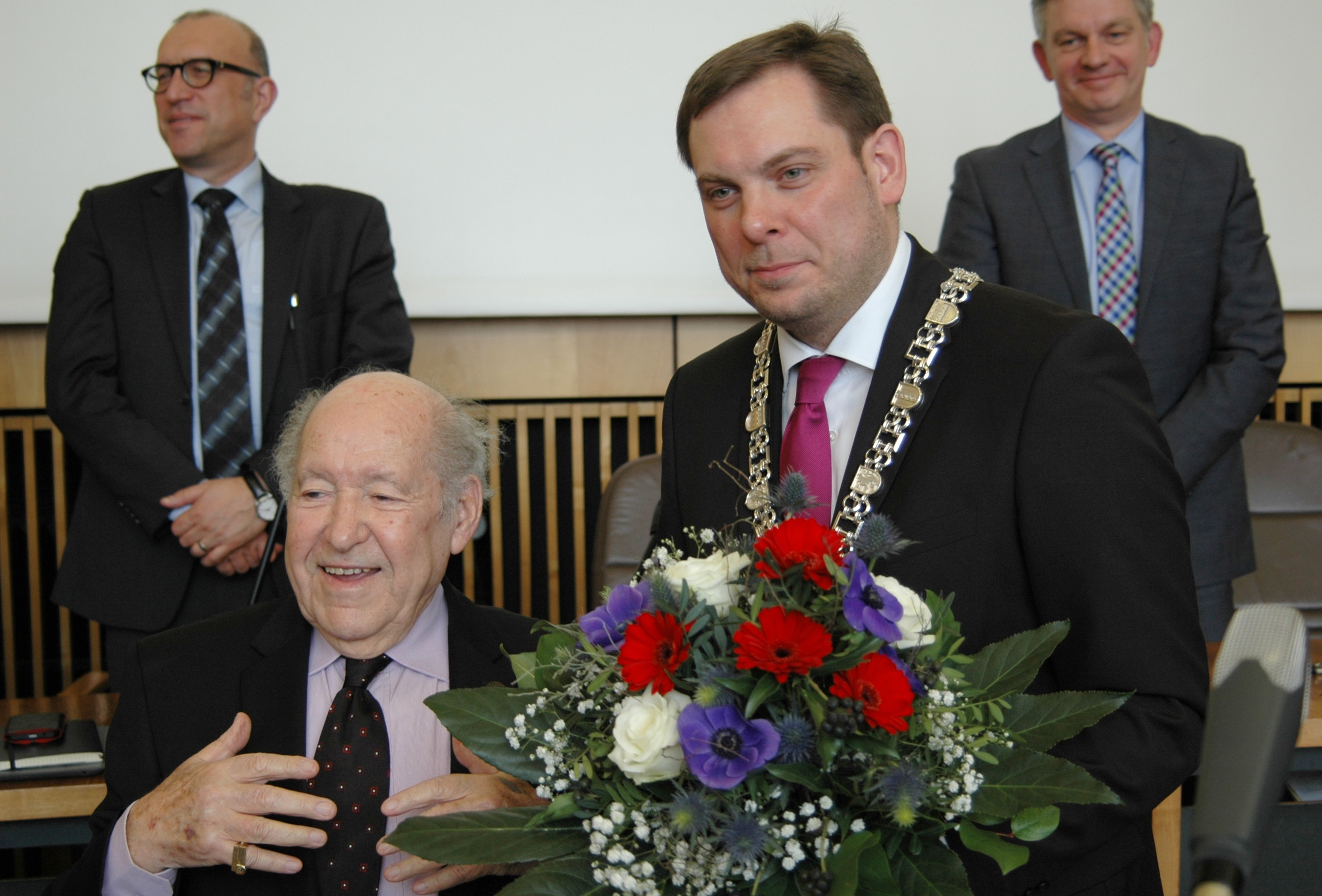
Соломон Перель на церемонії вручення обручки честі Оберхаузена в 2016 році

У 1948 році Перель переселився до Ізраїлю, який щойно отримав незалежність, де він вступив до лав армії, перебуваючи на фрониі арабо-ізраїльської війни. Брав участь у боях за Єрусалим. Згодом він став бізнесменом. Соломон не повертався до Німеччини до 1985 року, коли на запрошення мера міста Пайне він приїхав на річницю руйнування міської синагоги.
У 2013 році завод Volkswagen у Брауншвейзі заснував премію імені Соломона Переля «За повагу та толерантність» для заохочення школярів.
До пандемії коронавірусу Соломон Перель роз'їжджав світом і проводив зустрічі та бесіди, розповідаючи слухачам по всій Європі про свій досвід війни.
15 лютого 2016 року рішенням міської ради міста Оберхаузена йому вручено обручку честі.
Помер 2 лютого 2023 року на 98-му році життя.

## Автобіографія та кіно
Перель написав книгу про своє життя, під назвою «Ich war Hitlerjunge Salomon» ("Я був Соломоном з Гітлер'югенда "). Книга згодом була екранізована у фільмі 1990 року «Європа, Європа».